# نيكولاس غارسيا مايور
هو Nicolas Garcia Mayor, (ديسمبر 15, 1978) (Bahía Blanca)الأرجنتين هو مصم صناعي وريادي أعمال ومخترع اجتماعي ومهتم باللأختراع في مجال  تطوير الأعمال ألأنسانيه والحفاظ على البيئة. عمل وعاش في أوروبا وأشتغل على تصميم العديد من المشاريع المعماريه والأختراعات. منذ عام 2000 عمل كمصمم صناعي في مجال الأعمال ألأنسانيه لتصميم وتطوير وتحقيق حلول أبتكاريه  في دول مختلفه في أمريكا الجنوبيه وغيرها مثل الصين، أسترليا، اسبانيا، فرنسا، ألامارات العربيه المتحده. اليوم تصاميمه تجول العالم وعرضت في العديد من الدول. كان من ضمن الذين اختيرو عام 2014 من قبل JCI مع أفضل عشره شباب متميزين من حول العالم  نظير اسهامته في  مجال الطفل والسلم العالمي وحقوق الأنسان TOYP J. مع اختراعه C-max  في مجال الأعمال الأنسانيه  تممت دعوته إلى ألأمم المتحده في اجتماعها الثامن والستون في مدينة نيويورك لعرض هذا الأختراع. كما تمت دعوته إلى مدينه الفاتيكان  من قبل باب الفاتيكان فرانسيس لمباركه عمله في مجال الأعمال الأنسانيه ومساعده الأجئين.  قامت الحكومة الأرجنتينيه بتكريمه بوسام من اعلى ألاوسمه في الدولة وسام «أمريكا الجنوبيه في قياده التنمية». في عام 2016 منحته الحكومة الأمريكيه الأقامه الدائمه نظير «القدرات المتميزه» و«الموهبة الفائقه». كريادي أعمال قدم العديد من خطب ْ تيد حول العالم  كما عمل كمستشار اخترعات للعديد من المنظمات العالميه مثل بنك تطوير بين الأمريكتين والأمم المتحده ة، وجامعات عده حول العالم، والعديد من المنظمات غير الحكوميه. عمل نيكولاس كمحكم شرفي في معهد Balseir ومؤسسه الطاقة الذرية الأرجنتينيه. كما عمل كمستشار وباحث في مجال تقييم  الحاجات الأنسانيه  والتخفيف مع منظمه أطباء بلا حدود العالميه وهيئه العلوم الوطنية والتكنلوجيا في الأرجنتين ومعهد مصدر في ابوظبي ومجموعه نيجيريا لابحاث الطاقة المستقبلية وهيئه سالسبرغ في النمسا. كما اختير من قبل المستشار Marcus Evans للمشاركه في مؤتمر التصميم الصناعي في كان وبرلين كمستشار لشركات غوغل، BMW , كوكولا، فيس بوك  
- اسس خمس شركات.
- مشارك ورئيس أكثر من 8 مؤسسات غير حكوميه ومؤسسات نفع اجتماعيه
- مصم ومطور أكثر من 200 منتج مبتكر.

## السيرة الذاتيه

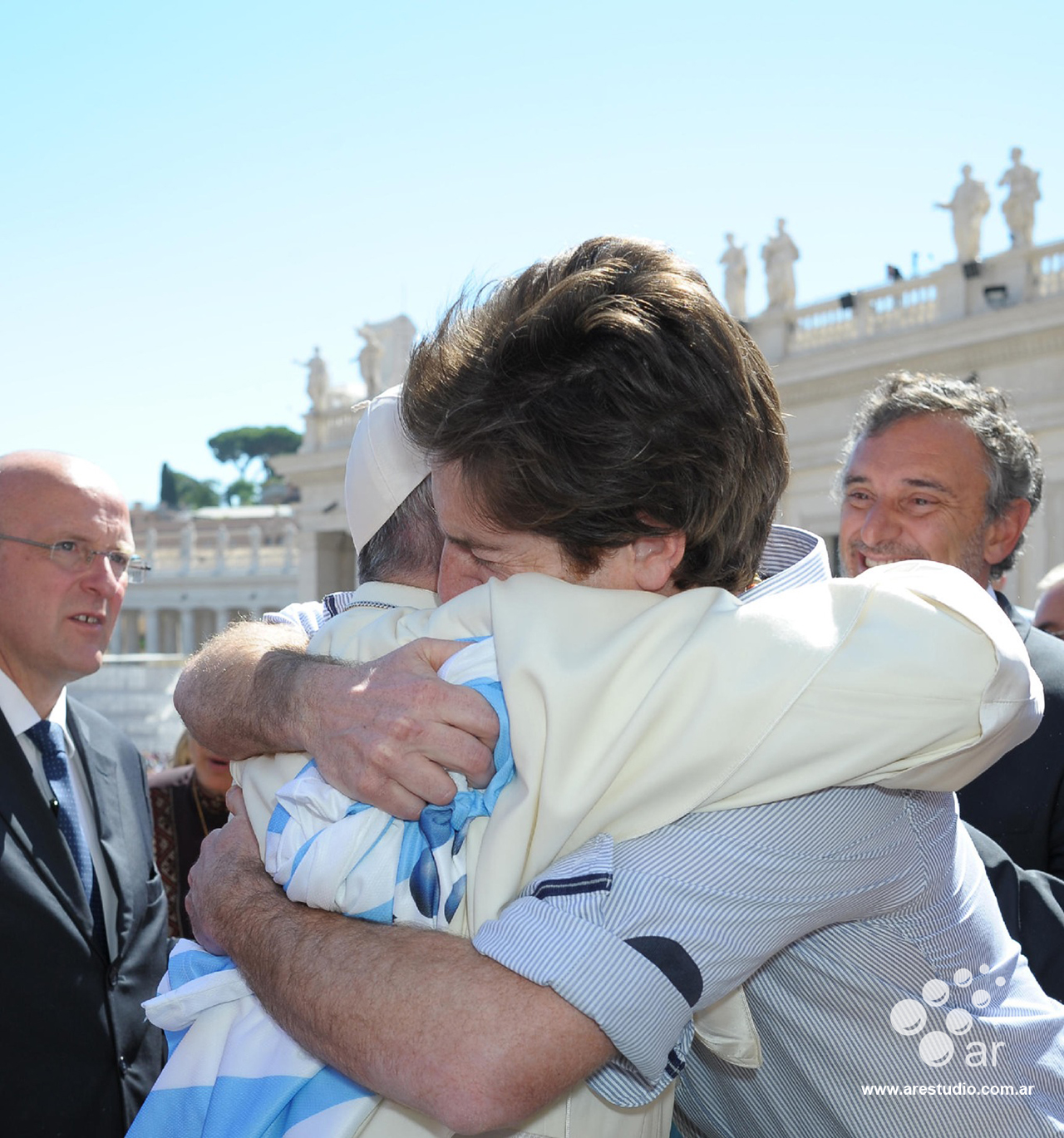
Nicolas Garcia Mayor مع بابا الفاتيكان فرانسيس

Nicolas Garcia Mayor ولد في  15 December 1978  في Bahia Blanca (جنوب بيونس ايرس، ألأرجنتين) بعد حصوله على درجه البكلوريوس في علوم الكمبيوتر ذهب إلى جامعه  La Plata وتخرج من قسم التصميم الصناعي من جامعه La plata الوطنية، قسم الفنون الجميله وبعدها اكمل دراسته في تصاميم البيئة. في عام 2000 اسس شركه تصميم صناعي تعكف على حل مشاكل التصميم الصناعي وتصميم مشاريع جديده ومبتكره من خلال طرق متعدده التخصصات. وكجزء من مشروعه تخرجه عام 2001 طور نظام أيوائي لللأجئين والمشردين بسبب الكوارث الطبيعيه والنزاعات المسلحة سمي هذا النظام نظام C-max. f .بعد تخرجه كمصم هندسه صناعيه. ذهب إلى Tarragona اسبانيا ليصمم ويطور تصاميم انشائيه جديده لشركات مختلفه. كما اسس شركه جديده  مع اخيه الأكبر سباستاين  سميت CATARGE لتصميم المنازل والمشاريع الأنشائيه التجاريه. في عام 2004 عاد إلى الأرجنتين لاعاده فتح AR estudio وصمم مساحه تصميم جديده للعديد من الشركات العالميه منها Cargill, Petrobras, YPF Dow chemical , حكومه البرتغال، حكومة البرازيل ووزاره قوى الدفاع في بوينس ايرس. 
ضمن أخرين كان ضمن أحد المصممين لأحد أول معامل التحقيق الجنائي المتنقله  لتمكين الشرطة الجنائيه من معاينه  مسرح الجريمة من معدات متنقله، من ضمن مشاريع مع وزارة الأمن في مقاطعة بوينس آيرس في الأرجنتين. في عام 2009، كان جارسيا مؤسس ورئيس  قسم رواد الأعمال الشباب في اتحاد الصناعات من باهيا بلانكا، مساحة داعمة لرواد الأعمال الشباب في المنطقة. في عام 2016، في واشنطن العاصمة، على مقربة من البيت الأبيض، افتتح جارسيا مقر الرئيسي لمنظمه (Cmax منظمه نفع عام فئه B)  مخصصة لتوفير لبناء الملأجى  للنازحين واللاجئين. في العام نفسه بدأت مؤسسة Cmax بالتركيز على التبرع بالملاجئ المؤقتة وإعادة بناء المنازل والمدارس والمستشفيات، لمساعدة الأشخاص المتضررين من الكوارث الطبيعية أو النزاعات المسلحة.
ولقد قام بتصميم  مشاريع مختلفة بما في ذلك فتاحات القوارير، فندق في تاراغونا، قطار عالي السرعة في الصين، أكشاك المعلومات السياحية، السيارة الكهربائية للقطاعات الفقيرة  من شركه (تاتو)، إلى سيارة السباق في  رالي دكار.
.
كأحد الرواد الاجتماعيين، لقد صمم وطور العديد من المشاريع الإنسانية في الأرجنتين وكولومبيا وباراغواي وغواتيمالا. من اليدين والذراعين المطبوعة بتقنيه الطباعة الثلاثيه الابعاد إلى مراكز سوء التغذية لدى الأطفال ودور المسنين. كما شارك في تأسيس عدة منظمات غير حكومية ومنظمات نفع اجتماعيه
- Fundacionar: تعزيز التغيير في العالم من خلال الابتكار الإنساني والاجتماعي.
- مؤسسة C-max: تحسين نوعية حياة الناس المشردين من جراء الكوارث الطبيعية والحروب.
- غوين: مجموعة تكامليه لعلاج الأورام.
- RSE UIBB: شركات مسؤولية أجتماعية للاتحاد الصناعات.
- DJE UIBB: قسم رواد الأعمال الشباب في  اتحاد الصناعات.
- CEPDIN: مركز سوء التغذية لدى الأطفال.
- NATAN: دار للمسنين.
- Una Ilusión: مركز متعدد التخصصات لتنمية الطفل.

## تصاميم الأعمال

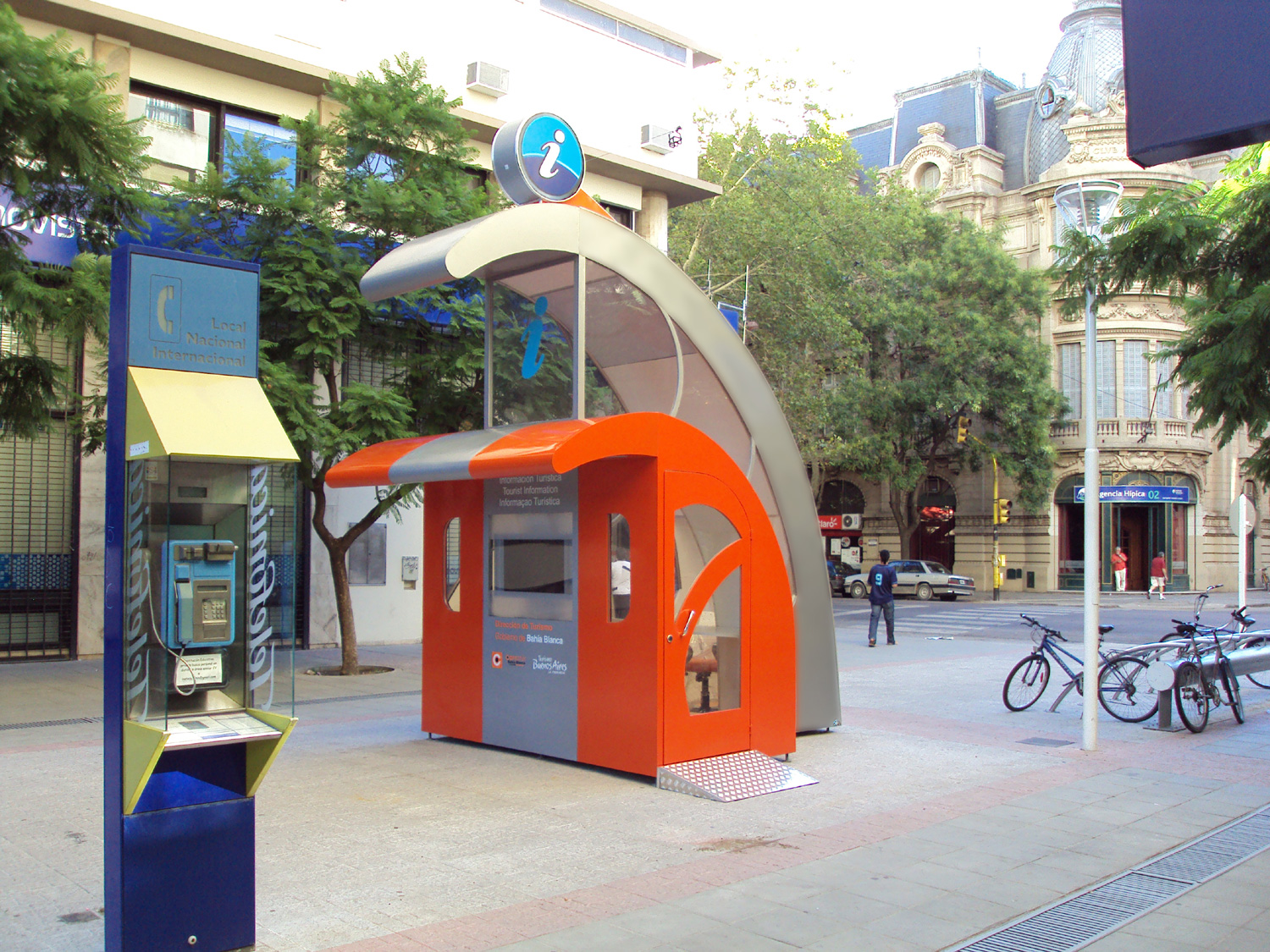
Tourist information booth designed by Nicolás García Mayor

## الجوائز وشهادات التقدير
- متحدث الشرف في قسم التصميم الصناعي الخلاق في جامعه Cuyo UNCuyo Mendoza في  الأرجنتين 2016.
- جائزة أفضل تصميم في  The Ibero American Design Biennial  لمنتجه Cmax في مدريد اسبانيا
- المتحدث الرئيس في كونغرس معهد المهندسين الصناعيين في  غواياكيل الإكوادور 2016
- متحدث الشرف في  بنك تنمية بين  الأمريكيتين  الحلول اللازمة  لتحسين الحياة واشنطن العاصمة 2015
- متحدث شرف  في مقر الأمم المتحدة قمه الشراكة العالميه نيويورك 2015.
- محكم شرف في IB50K لحاضنات الأعمال  في معهد Balseiro (مركز الذرة في باريلوتشي / الأرجنتين)
- اختير 2015  ضمن اكثر30 شابا مبتكرين ثقافيا في العالم في مجال المساعدات الأنسانيه في سالزبورغ النمسا 2015.
- رشح لعام 2015 الأعمال لجائزة السلام تمنح  «لقادة الأعمال  الذين لديهم أعمال ومساهمات استثنائيه لتعزيز السلوك الأخلاقي والسلام» في أوسلو، النرويج.
- جائزة التمييز للأنجاز المحترف عام 2013، منحت  من قبل مجلس الشيوخ في  مقاطعة بوينس آيرس.
- جأئزه التميز للعمل الأحترافي  عام 2013، التي تمنحها رابطة المصممين الصناعيين في بوينس آيرس.
- جائزة JCI TOYP 2014 (لايبزيغ، ألمانيا)  للشاب المتميز حول  العالم لمساهمته في  مجال الطفل، والسلام العالمي وحقوق الإنسان.
- جائزة  JCI TOYP 2013  للشاب المتميز حول العالم في بوينس ايرس في الأرجنتين لمساهمته في مجال الطفل، والسلام العالمي وحقوق الإنسان
- جائزة «المواطنة»  في عام 2014 من قبل مجلس اللأستشاري من باهيا بلانكا، لما حققه في  المجال الإنساني.
- «ضيف شرف» في حكومة ريو غراندي في عام 2014
- جائزة «الأرجنتيني المبدع»  2014 التي قدمتها دائره الأرجنتيني المبدع، جائزة تمنح للأشخاص الذين تبرز اصالتهم وأبداعهم. وقد تسلم الجائزة نفسها من قبل شخصيات بارزة مثل: : Clorindo Testa, Jorge Guinzburg, Jorge Lanata, Gustavo Santaolalla, Juan Carr, Adrián Paenza, Mario Pergolini وأخرين
- .جأئزه  "التنمية القياديه تسلمها من قبل  محافظ انريكي Tomás Crestoعام 2014  التي تمنحها مجلس الشيوخ  لعمله نيابة عن المجتمع لمساهمته  في تقدم المجتمع.
- جائزة "Exportar 2013" من قبل مؤسسة Exportar لمساهمته في التنمية الوطنية وتصدير القيمة المضافه
- منحت Ar estudio  عام 2014 «النجمة الدولية للقيادة في الجودة» (ILQ) في كونجرس  باريس فرنسا.
- Ar estudio، اختيرت كممثلة للأرجنتين فيMaison et Objet  2013في  معرض التصميم الصناعي في باريس، فرنسا.
- جائزة «سفير العلامة الأرجنتينه» من قبل وزارة السياحة في الأرجنتين.
- نظام Cmax، تم اختياره من قبل وزارة الخارجية الأرجنتينية لتمثيل البلاد في المنتدى الدولي للتنمية الشوؤن الإنسانية 2013 الذي عقد في واشنطن العاصمة.
- نظام Cmax، تم اختيارها من قبل وزارة الخارجية الأرجنتينية لتمثيل البلاد في مؤتمر  دبي الدولي للإغاثة والتنمية (DIHAD) عام 2013.
- ضيف الشرف في الأمم المتحدة  لتقديم نظام Cmax في الجمعية العموميه الثامنه والستون وذلك  أمام ممثلي دول العالم في سبتمبر 2013.
- كرم  من قبل مكتب المساعدات الإنسانية للأمم المتحدة  و مكتب تنسيق الشؤون الإنسانية لمشاركته كمتحدث رئيس  في ديسمبر 2013 في الاجتماع الإقليمي حول الآليات الدولية لتقديم المساعدة الإنسانية في أمريكا الجنوبية ومنطقة البحر الكاريبي في مقر الأمم المتحدة في نيويورك.
- Ar estudio  منحت الجائزة الأولى «للشركات الصغيرة والمتوسطة المبتكرة» في عام 2013 من قبل وزارة الإنتاج، العلوم والتكنولوجيا في مقاطعة بوينس آيرس.
- منحت Ar estudio جائزة «الشركة المبتكرة» في عام 2012 من قبل وزارة الإنتاج، العلوم والتكنولوجيا في مقاطعة بوينس آيرس.
- شركه Ar estudio تم اختيارها ضمن 15 استوديو الأبرز في العالم، من قبل  المستشار ماركوس إيفانز للانضمام إلى قمة التصميم الصناعي في مهرجان كان 2010 كمستشار لقادة مثل بي ام دبليو، أودي، كوكا كولا، وجوجل، الفيسبوك والكترولوكس بين شركات أخرى
- حصلت Ar estudio  جائزة «شركة مع مسؤولية اجتماعية» في عام 2010 من قبل مؤسسة التجارة والصناعة والخدمات باهيا بلانكا.
- ، Ar estudio  أختير من قبل كتالوج الأرجنتينالأختراعي 2010/2011/2012/2013 من قبل وزارة العلوم والتكنولوجيا في الأرجنتين.
- الجائزة الأولى «أفضل حملة التوعية الدولية للسلامة الصناعية» من قبل شركة كارجيل في عام 2010.
- الجائزة الأولى «أفضل حملة التوعية الدولية للسلامة الصناعية» من قبل شركة كارجيل في عام 2008.
- منحته شركة بتروبراس لتصميم أدوات وصمامات الأمان لإجراء مناورات في مصافي التكرير في عام 2005.
- صنف C-max «مشروع المصلحة العامة» من قبل بوينس آيرس غرفة مقاطعة النواب في عام 2002.
- صنف النظام Cmax «مشروع المصلحة العامة» من قبل مجلس الكرام من باهيا بلانكا في عام 2002.
- اعترف  من قبل  وزارة الأمن في مقاطعة بوينس آيرس، كأحد المشاريع للشرطة الجنائيه في عام 2000.